# ハイノ・ホルム
ハイノ・ホルム・クヌドセン（1979年1月28日 - ）は、デンマーク のレフト・バックのハンドボール選手で、Viborg HKでプレーするために、彼はリーグのライバルTvis Holstebroチームからやってきた。 彼はまた、リーグのライバルであるオーフスGFとAaBハーンドボルドでもプレーしている。